# Дністровська ВЕС
Дністровська ВЕС — вітрова електростанція (ВЕС) загальною потужністю 100 МВт, яка розташована на плато над Дністровським лиманом в Одеській області, у Білгород-Дністровському районі, на території Старокозацької, Маяцької, Удобненської територіальних громад. ВЕС включає 21 вітрову турбіну General Electric потужністю 4.0 МВт, 5.3 МВт і 5.5 МВт на 131-метрових опорах. Очікуваний обсяг виробництва електроенергії на станції за рік складає 320 670 Мвт-год. Розрахункова економія викидів вуглекислого газу (CO2) в атмосферу становить 259,583 тонни щороку. Інвестором та оператором Дністровської ВЕС є Elementum Energy, іноземна компанія з найбільшими інвестиціями у відновлювану енергетику України.

## Історія
Будівництво першої черги Дністровської ВЕС на 40 МВт розпочалось у лютому 2020 року. Через глобальну пандемію роботи проводились із дотриманням протоколів охорони здоров'я та безпеки. Інвестиції у проєкт склали 59 млн євро. 1 травня 2021 ВЕС була введена в експлуатацію та підключена до Об'єднаної енергетичної системи України.
18 червня 2021 року на честь відкриття Дністровської ВЕС провели етно-гастро-фестиваль «Пікнік під вітряками», на якому виступала Руслана Лижичко та гурт Go_A.
Після завершення будівництва першої черги Дністровської ВЕС, одразу розпочалося будівництво другої на 60 МВт, яка, як очікувалось, буде введена в експлуатацію в I кварталі 2022 року. Через повномасштабне вторгнення роботи запуск об'єкту затримався, і друга черга Дністровської ВЕС запрацювала у 2023 році.
8 січня 2024 р. через атаку ворожого безпілотника відбулось про пошкодження однієї з вітрових турбін. Постраждалих серед персоналу не було.